# Biseridens qilianicus
Biseridens qilianicus (лат.) (возможное русское название — бисериденс) — базальный род аномодонтов из средней перми Китая.

## Описание
Зубы типичны для аномодонтов, но среди них выделяются небольшие клыки. Глазницы большие, височные окна ещё больше.
Ноздри на кончике морды.